# Dispersión estática de luz
La dispersión estática de luz (DEL o SLS, por sus siglas en inglés de "Static light Scattering") es una técnica físico-química que permite la determinación del peso molecular promedio en masa, el radio de giro, y el segundo coeficiente del virial, de sustancias macromoleculares, tales como polímeros o proteínas, cuando estas se encuentran en soluciones diluidas. Se basa en el efecto Tyndall, o propiedad de las partículas con tamaño del orden de la longitud de onda de la luz, de dispersar la radiación a distintos ángulos los cuales que varían en función de la concentración de la sustancia así como de su naturaleza e interacción con el disolvente.